# Lassy (Ille-et-Vilaine)
Lassy (bret. Lazig) – miejscowość i gmina we Francji, w regionie Bretania, w departamencie Ille-et-Vilaine.
Według danych na rok 1990 gminę zamieszkiwało 911 osób, a gęstość zaludnienia wynosiła 93 osoby/km² (wśród 1269 gmin Bretanii Lassy plasuje się na 612. miejscu pod względem liczby ludności, natomiast pod względem powierzchni na miejscu 842.).